# Graphics Device Interface
Graphics Device Interface (GDI) – jeden z trzech podstawowych komponentów (razem z jądrem i API Windows) interfejsu użytkownika (menedżera okien GDI) w Microsoft Windows.
GDI odpowiedzialne jest za przedstawianie obiektów graficznych i przesyłanie ich do urządzeń wyjściowych, takich jak monitory i drukarki.
Drukarka GDI (ang. GDI printer) to drukarka przeznaczona wyłącznie do pracy w środowisku Windows, wykorzystująca wewnętrzny system graficzny Windows (GDI) aby rasteryzować obraz. Drukarki GDI są dzięki temu tańsze w produkcji, ale bardziej obciążają komputer w czasie pracy i nie działają pod innymi systemami operacyjnymi.
Począwszy od Windows XP, GDI jest zastępowane przez GDI+.